# Szczelina w Osmętnicy
Szczelina w Osmętnicy – jaskinia w Dolinie Chochołowskiej w Tatrach Zachodnich. Wejście do niej znajduje się na zachodnim zboczu Kominiarskiego Wierchu, w północno-wschodnim stoku Dudzińca, w Osmętnicy, na wysokości 1245 m n.p.m. Długość jaskini wynosi 19 metrów, a jej deniwelacja 5 metrów.

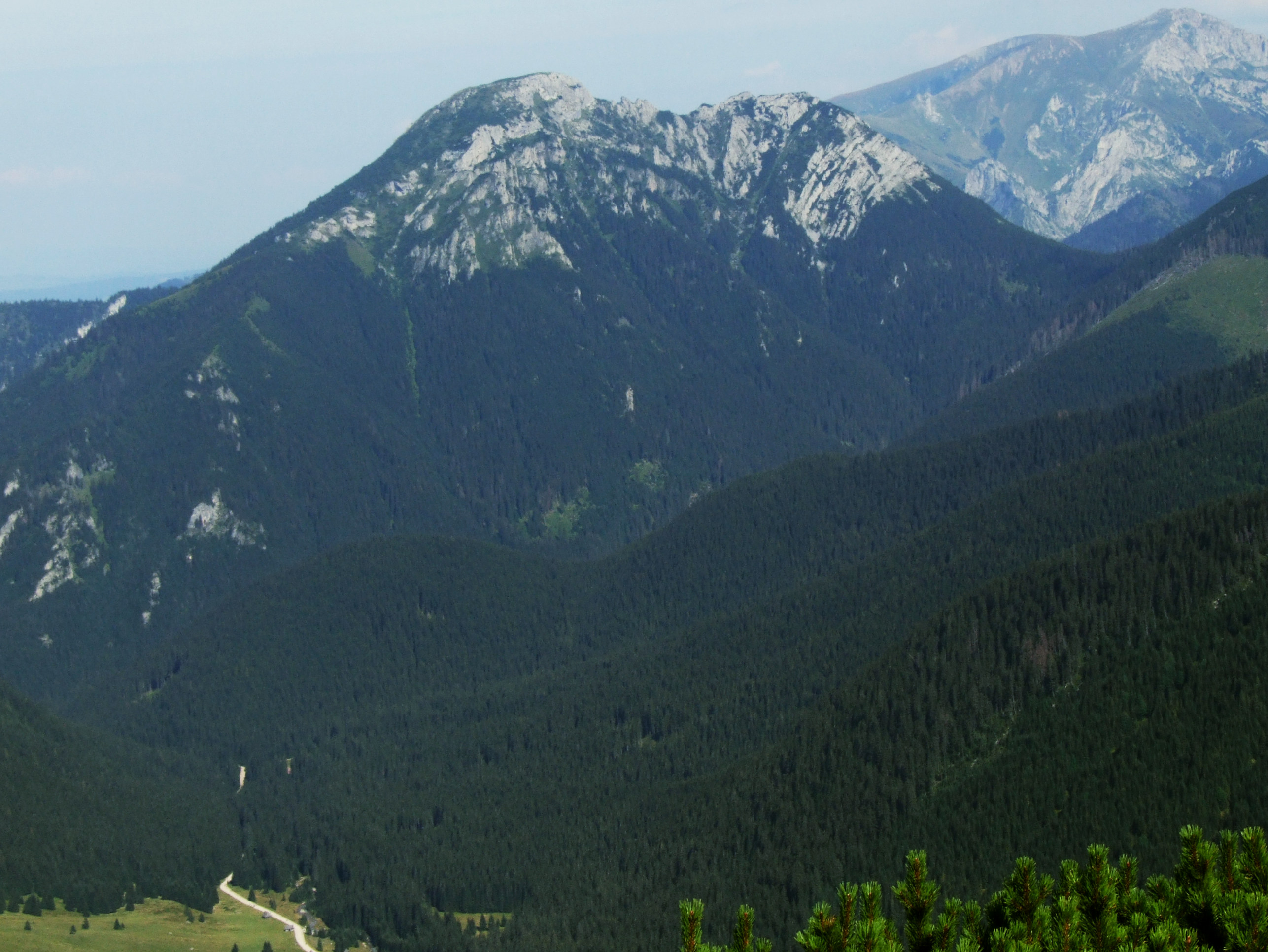
Zachodnie zbocza Kominiarskiego Wierchu

## Opis jaskini
Jaskinię stanowi szczelina idąca bez żadnych odgałęzień, prawie prosto, od otworu wejściowego i kończąca się po kilkunastu metrach. Na całej jej długości znajdują się dwa prożki (1-metrowy i 3-metrowy). Przed drugim prożkiem jest zacisk.

## Przyroda
W jaskini można spotkać drobne nacieki grzybkowe. Roślinność w niej nie występuje.

## Historia odkryć
Jaskinia była znana prawdopodobnie od dawna. W 1933 roku był w niej Stefan Zwoliński.